# Asplenium × kitazawae
Asplenium × kitazawae là một loài dương xỉ trong họ Aspleniaceae. Loài này được Kurata & Hutoh in Kurata mô tả khoa học đầu tiên năm 1962.
Danh pháp khoa học của loài này chưa được làm sáng tỏ. 